# غزل البساطات
يعتبر غزل البساطات  (بالإنجليزية: Rug hooking)‏ فنًا وحرفة على حد سواء حيث يتم صنع البساط عن طريق سحب حلقات خيط الغزل أو النسيج من خلال قاعدة صلبة منسوجة مثل النسيج القنبي الغليط أو الكتان أو نسيج البساط. يتم سحب الحلقات عن طريق المادة الناعمة باستخدام غزل من نوع الكروشيه ويتم تثبيته بمقبض (خشبي عادة) من أجل الضغط. في المقابل، يستخدم مزلاج الغزل مفصلة الغزل لتكوين كومة معقودة من بعض خيوط الغزل القصيرة قبل قطعها.

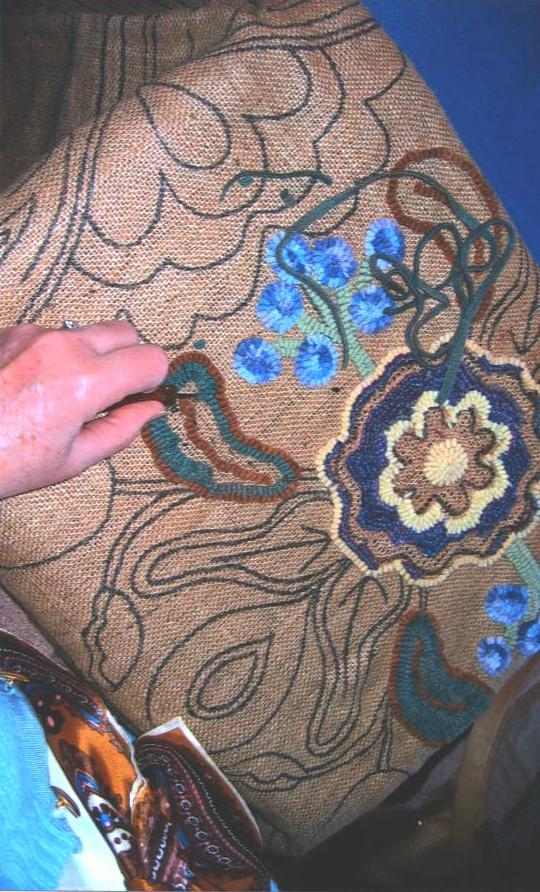
شخص حرفي يصنع بساطًا مغزولاً عن طريق سحب أطوال قماش، عادة يكون من الصوف، عن طريق قماش منسوج، عادة يكون من النسيج القنبي الخشن.

غالبًا ما تُستخدم شرائط الصوف التي تتراوح في حجمها من 32/3 إلى 32/10 من البوصة (2 إلى 8 ملم) في العرض لعمل البساطات المغزولة أو الحواشي التي يتم تعليقها على الجدران. وعادة يتم قطع هذه الشرائط الدقيقة باستخدام قاطع القماش الميكانيكي، إلا أنه يمكن أيضًا قطع الشرائط باليد أو تمزيقها. وعند استخدام تقنية القطع اليدوي، يتم عمل البساطات عادة من خلال فكرة بدائية.
غالبًا ما يمكن إنتاج تصميمات للبساطات بصورة تجارية ويمكن أن تكون مركبة مثل تصميمات الزهور أو الحيوانات وتصل إلى الأشكال الهندسية البسيطة. اشتهرت عملية غزل البساطات في أمريكا الشمالية خلال الـ 200 سنة الماضية على الأقل.

## تاريخ عملية غزل البساطات
يعتقد المؤلف وليام وينثروب كينت أن أقدم أنواع البساطات المغزولة هي الحصر التي كانت تصنع في يوركشاير، إنجلترا خلال مطلع القرن التاسع عشر. العمال في المصانع كان مسموحًا لهم بجمع نسيل الخيوط، وأجزاء من خيوط الغزل التي يصل طولها إلى 9 بوصات (23 سم). كانت هذه المنتجات الثانوية غير مجدية في المصنع، وكان النساجون يأخذونها معهم إلى البيت ويغزلون نسيل الخيوط من خلال ربطها ببعض. إن أصول كلمة نسالة الخيوط هي أصول قديمة، وكما أشار السيد كينت إلى أن هناك مرجعًا لها في مسرحية الروائي شكسبير التي تسمىزوجات ويندسور السعيدات (Merry Wives of Windsor). ومع ذلك ففي منشور جيني ستيوارت أندرسون بعنوان «صناعة خرق البساطات» برقم 978-1-900371-53-7 (الرقم الدولي المعياري الكتاب) قد صرح بأن أحدث الأبحاث تشير إلى أن «أسلوب غزل الأنشوطة الصوفية من خلال قاعدة نسيجية قد تم استخدامه من قبل قبائل الفايكنج، التي ربما تكون أسرهم قد جلبته لأسكتلندا.» إضافة إلى هذا، هناك أمثلة سليمة في المتحف الشعبي في غيرنسي، وجزر القنال تدل على أن خرق البساطات الأولية كانت تصنع بالطريقة نفسها التي تنتج بها هنا قبالة سواحل فرنسا أيضًا.
إن عملية غزل البساطات كما نعرفها اليوم ربما تكون قد تطورت في أمريكا الشمالية، وتحديدًا على طول الساحل الشرقي في إقليم نيو إنجلاند في الولايات المتحدة، وماريتايمز الكندية ونيوفاوندلاند واللابرادور. في السنوات الأولى لظهورها، كانت عملية غزل البساطات هي حرفة الفقراء. إن موضة أغطية الأرض في الولايات المتحدة بدأت بعد حوالي عام 1830 عندما أنتجت المصانع سجادة مصنوعة آليًا وقد كانت من أجل الأشخاص الأثرياء. بدأت النساء الفقيرات البحث عن مواد الغزل من خلال أكياس القصاصات الخاصة بهن لتوظيف هذه المواد في تصنيع الأغطية الأرضية المصنوعة في المنزل الخاصة بهن. تستخدم النساء أي مواد غزل متوفرة لديهن. كانت الفتيات من العائلات الغنية تُرسل إلى المدراس لتعلم التطريز والحياكة، ولم يكن أبدًا تشكيل البساطات والحصر جزءًا من المنهج الدراسي. الدليل الآخر على أن الغزل كان يعتبر تسلية الفقراء هو حقيقة أن مجلات السيدات الشعبية في القرن التاسع عشر لم تكتب أبدًا عن غزل البساطات. كانت تعتبر حرفة قروية في الأيام التي كانت تستخدم فيها كلمة قروية، في هذا السياق، بمعنى يحمل الانتقاص. اليوم يشار أحيانًا إلى غزل البساطات أو صناعة الحصر في كندا بمسمى الفنون الجميلة.

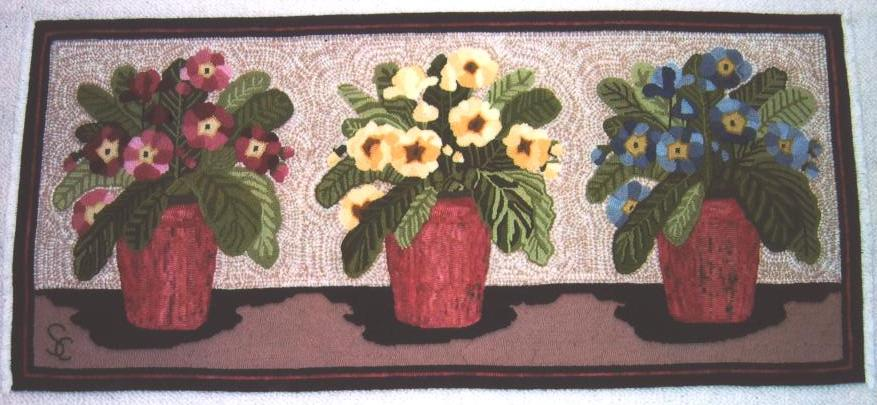
عملية غزل البساطات الحديثة من لبنان، نيو هامبشاير. تم تطوير عملية غزل البساطات في الأصل في إنجلترا كوسيلة لاستخدام بقايا قصاصات القماش.

وبما أن عملية الغزل كانت هي حرفة الفقراء، فقد استخدم صانعو البساطات أي مواد متاحة لهم. وقد تم صنع البساطات المغزولة القديمة من النسيج القنبي الخشن بعد عام 1850. وذلك لأن النسيج القنبي الخشن كان متاحًا طالما يتم استخدام الحبوب القديمة وحقائب التغذية. كل وأي قصاصات نسيج لم تعد صالحة للاستخدام كملبس
كان يتم غزلها كبساطات. في الولايات المتحدة، لم يكن خيط الغزل من ألياف الأنسجة التي يتم اختيارها وذلك إذا لم يتمكن الشخص من الوصول إلى نسالة الخيوط. كان خيط الغزل من الأشياء الغالية، والتي يجب الحفاظ عليها للقيام بعمليات الحياكة والنسج. بدلاً من تقاليد استخدام قصاصات نسيج القماش المطور. خيط الغزل وغيره من المواد المستخدمة بشكل إبداعي
كان يستخدم عادة في البساطات المغزولة في ماريتايمز الكندية. تستخدم البساطات المغزولة والمشهورة تشيتيكامب (Cheticamp) خيوط الغزل المفتولة بشكل رائع وحصر جرينفيل عالية القدرة على التجميع والتي قد تم غزلها بدقة متناهية مع الملابس الجيرسية المعاد تدويرها. كل شيء من القميص القطني إلى الجوارب المصنوعة من النايلون يتم قصها واستخدامها.
التفضيلات الحديثة لاستخدام شرائط الصوف المقطوعة فقط في البساطات المغزولة نشأت مع لؤلؤة ماكجون  في الثلاثينيات، وربما أنقذت هذه الحرفة من الاندثار في الولايات المتحدة المبادئ التوجيهية الشعبية الصارمة للسيدة ماكجون حول عملية غزل البساطات وإضفاء الصفة الرسمية على دراستها. ومع ذلك فقد وضعت Grenfell Mission من قبل ومبكرًا في عام 1916 المبادئ التوجيهية الصارمة نفسها والتي تم تنظيمها من قبل السيدة آن غرينفيل زوجة السيد ويلفريد غرينفيل كما هو مبين في كتاب بولا لافيرتي المسمى «الحصر المخزنة للحرير» ("Silk Stocking Mats").

## غزل البساطات اليوم
في العقود الأخيرة اتبع النساجون مصنعي الألحفة في استكشاف مواد جديدة وتقنيات جديدة. وهذا التجريب، جنبًا إلى جنب مع معرفة واحترام الماضي، سوف يسمح لغزل البساطات بالتطور والنمو في القرن الحادي والعشرين. إن عملية غزل البساطات قد تطورت من خلال أسلوبين، والتي توجد بشكل أساسي في مجموعات قائمة على عرض شرائط الصوف المستخدمة في صنع البساطات: عملية الغزل الفاخرة وعملية الغزل البدائية. عملية الغزل الفاخرة، بشكل عام، تستخدم شرائط الصوف بمقياس 1/32 إلى 5/32 بوصة عرضًا. إن تصميمات أسلوب الغزل دقيق القطع تستخدم المزيد من التظليل الدقيق الذي يتم تحقيقه من خلال زيادة صبغة الصوف بألوان متدرجة. عمليات الغزل البدائية (أو الغزل الواسع القطع) تستخدم شرائط الصوف بمقياس 6/32 إلى 1/2 بوصة عرضًا. تحقق عملية الغزل الواسعة القطع التظليل والتلوين باستخدام أنسجة من الصوف، مثل النسيج مربع النقش، والقماش بالرسومات التربيعية، والنسيج المتعرج وغير ذلك. وبشكل عام فإن تصميمات الغزل الواسع القطع تعتبر أقل تفصيلاً وتحاكي البساطة التي كان يتميز بها النساجون في الماضي (ما قبل ظهور تصميمات ماكجون.) يوجد العديد من التصميمات المشهورة لنماذج البساط التجاري، وكل تصميم منها يعرض الأسلوب والتقنيات المتميزة الخاصة به. يتخصص بعض المصممين في تصميمات الحيوانات والمواضيع الغريبة، والبعض الآخر يستخدم تقنيات صباغة معينة يمكن تحديدها، بينما يتأقلم آخرون على البساطات القديمة التي ينتجها النساجون في هذه الأيام أو يستخدمون أدوات متنوعة لتحقيق الموضوع الذي يختارونه داخل التصميمات. بالإضافة إلى العديد من النماذج التجارية المتاحة، يقوم العديد من النساجين بإنتاج نماذج التصميمات الخاصة بهم.

## المعارض
يوجد عدد لا يحصى من المعارض السنوية حول العالم التي تعرض منتجات غزل البساطات. المعرض القادم باسم «المغزولات بين جزيرتين» حيث يعرض تاريخ البساطات المغزولة بين جزيرتي نيوفاوندلاند وغيرنسي. تقرر عقد المعرض لعام 2011 في متحف الزي الشعبي في غيرنسي غيرنسي، وجزر القنال تحت رعاية التأمين القومي في جزيرة غيرنسي وأكاديمية Portrait الكندية.

## وصلات خارجية
- Archived audio interview with a traditional rug hooker from Labrador, Canada
- National Guild of the Pearl McGown Hookrafters website
- North American Hooked Rug Museum - Nova Scotia Canada
- Rug Hooking Magazine
- The International Guild of Handhooking Rugmakers
- Hooked on Rugs - Canadian Museum of Civilization